# Archiwum Państwowe w Lesznie
Das Archiwum Państwowe w Lesznie (AP) (deutsch Staatsarchiv Leszno) ist das Staatsarchiv in Leszno (Lissa) in der Woiwodschaft Großpolen in Polen. Es wurde 1950 als ein Archiv für mehrere Powiate (Kreise) gegründet.

## Geschichte
Nach Veränderungen im politischen System der Republik Polen ordnete das Bildungsministerium am 21. Juli 1950 die Gründung von Archiven der Powiate an. In Polen wurden 52 Archive geschaffen, in der Woiwodschaft Posen erhielt das Staatsarchiv Posen sechs Zweigstellen in den Powiaten. Am 10. November 1950 beauftragte der Direktor des Staatsarchivs in Posen, Kazimierz Kaczmarczyk, Władysław Chojnacki mit dem Aufbau der Zweigstelle in Leszno. Per Dekret vom 29. März 1951 erhielten diese Zweigstellen den Rang von Staatsarchiven für die Powiate. In den Anfangsjahren überwachte das Archiv regionale Archive von Unternehmen und Organisationen, sicherte Archivalien und gab diese an das Staatsarchiv in Posen weiter. Erst 1957 wurde ihm, wie anderen Staatsarchiven auf der Ebene der Powiate, das Recht eingeräumt, Archivmaterial dauerhaft aufzubewahren. Seit 1958 war das Archiv für Wissenschaftlern, Studenten, Regional- und Unternehmenshistorikern sowie Familienforschern geöffnet.

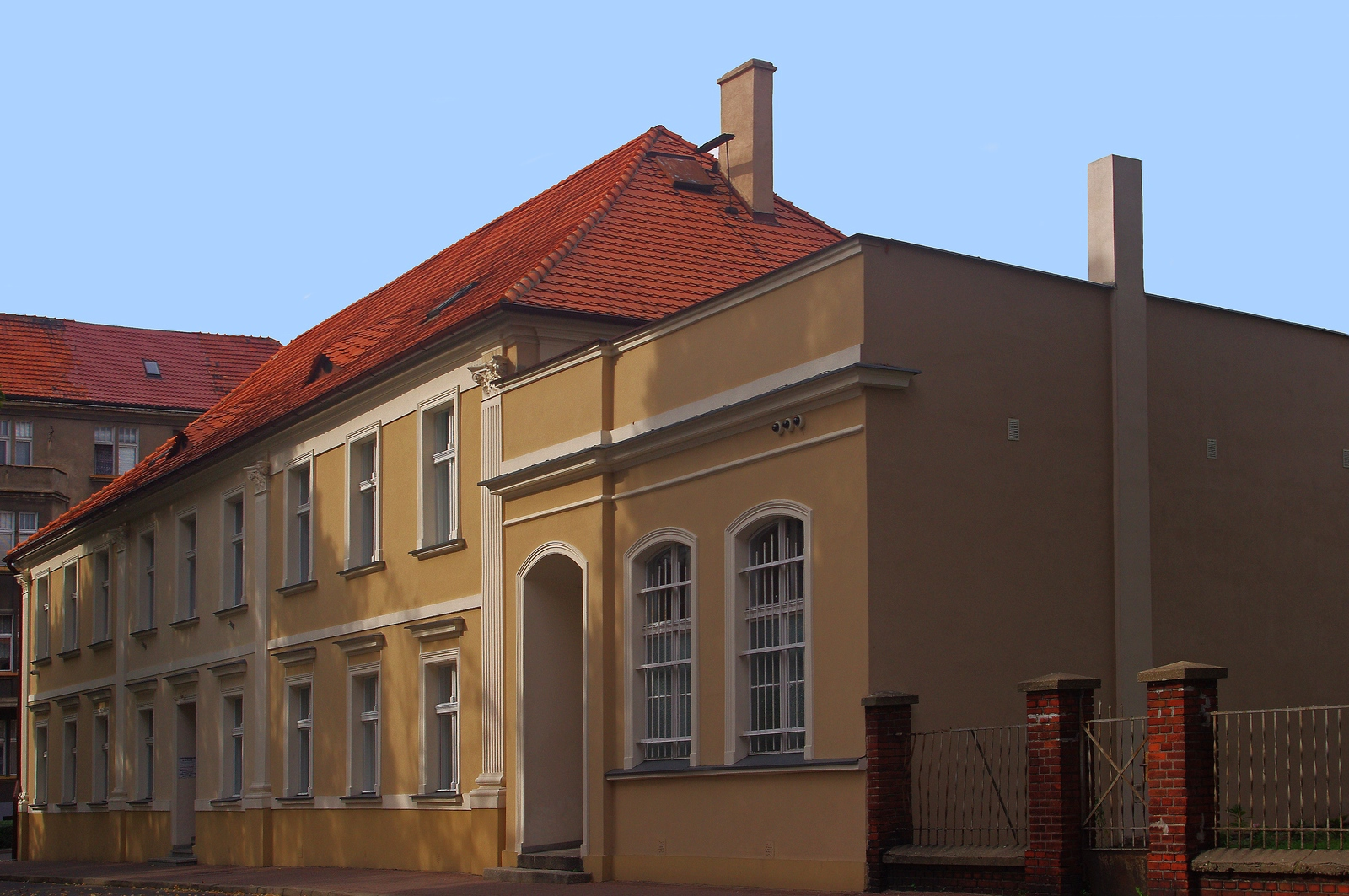
Gebäude des Archivs (1965–2002)

Die Raumsituation des Archivs war über viele Jahre sehr schwierig. Bei seiner Gründung umfasste es nur ein Zimmer in der ulica Bolesława Chrobrego. Die Mindestanforderungen für die Zwischenlagerung von Archivalien waren nicht erfüllt. Die Zeit des Provisoriums dauerte bis in die 1960er Jahre. Nach mehrjährigen Bemühungen erhielt das Archiv von der Stadtverwaltung Räume im benachbarten, ehemaligen Gymnasium der evangelisch-reformierten Gemeinde. Die Zuweisungen im 1714 erbauten Gebäude erfolgten in den Jahren von 1965 bis 1981.
Bis zur Verwaltungsreform von 1975 wurde das Archiv in Leszno als „Powiatowe Archiwum Państwowe w Lesznie“ (Staatsarchiv für Powiate in Leszno) bezeichnet. Es umfasste die Powiate Gostyński, Kościański, Leszczyński, Rawicki und Wolsztyński sowie die kreisfreie Stadt Leszno. Darüber hinaus war es in den Jahren 1950–1953 für den Powiat Wschowski zuständig, der 1953 unter die Aufsicht des in diesem Jahr geschaffenen Staatsarchivs in Zielona Góra (Grünberg) kam.
Die Verwaltungsreform vom Juni 1975 brachte erhebliche Änderungen mit sich. Die Powiate wurden aufgelöst und viele neue Woiwodschaften gegründet, so auch die Woiwodschaft Leszno. Die Organisation der Archive wurde an die veränderte Gliederung der Verwaltung angepasst. Am 1. Februar 1976 wurde das Staatsarchiv in Leszno zum „Wojewódzkie Archiwum Państwowe“ (Woiwodschafts-Staatsarchiv). Der Zuständigkeitsbereich des Archivs umfasste die Woiwodschaft Leszno, das heißt das südwestliche Großpolen und die seit 1999 bestehenden Powiate Górowski (heute Woiwodschaft Niederschlesien) und Wschowski (Woiwodschaft Lebus). Mit einem neuen Archivgesetz wurde der Name 1983 in „Archiwum Państwowe“ verkürzt.
Nach der politische Wende mussten seit 1990 große Mengen von Archivmaterial von aufgelöster Organisationen übernommen werden. Das bisherige Gebäude erwies sich bald als zu klein für das Archiv. Die Standortsuche konnte erst im Jahr 2000 abgeschlossen werden. Nach einem Gebäudetausch und den erforderlichen Umbauten konnte das Staatsarchiv im Oktober 2002 in der ulica Ludwika Solskiego 71 seinen Betrieb aufnehmen. Von Ende 1961 war der Aktenbestand von 19.896 Verzeichnungseinheiten auf 60.491 im Jahr 1975 und 106.249 im Jahr 2002 gestiegen. Seit mehreren Jahren wird die Archivalien durch die Datenbank „IZA“ und seit 2014 durch das integrierte Archivinformationssystem „ZoSIA“ erschlossen.
Leitung
- Władysław Chojnacki, 1950–1953
- Wacław Nawrocki, 1953–1961
- Aleksander Piwoń, 1962–2004
- Elżbieta Olender, seit 2004

## Tätigkeiten
Trotz der geringen Mitarbeiterzahl ist das Staatsarchiv fast von Anfang an wissenschaftlich tätig. Dazu gehören Veröffentlichungen zur Stadt- und Regionalgeschichte, wie Monographien. Jahrbücher und Chroniken. Seine Mitarbeiter wirken an wissenschaftlichen Tagungen und Konferenzen mit. Im Bereich von Information und Bildung arbeitet das Archiv mit Schulen, Kulturinstitutionen, der lokalen Presse, dem Hörfunk und Fernsehen zusammen.
Es wurden ungefähr 40 Ausstellungen kuratiert oder mitorganisiert. Dazu gehörten: Nationales Archiv der Erinnerung (1979), 70. Jahrestag der Wiedererlangung der Unabhängigkeit Polens (1988), Jan Amos Comenius in Leszno (1992) und Die Stadt Leszno in Archivalien (1997).

## Bestände und Sammlungen
Der Aktenbestand des Staatsarchivs umfasst Archivalien vom Ende des 18. Jahrhunderts bis zur Jetztzeit. Dabei handelt es sich um Archivmaterial von Verwaltung, Wahlkommissionen, Justiz, Banken, Sparkassen, Unternehmen und Wirtschaftsinstitutionen, Schulen und Bildungseinrichtungen, Kulturinstitutionen, Stiftungen, Religionsgemeinschaften und politischer Parteien, Gewerkschaften, sowie sozialer, kultureller, sportlicher, beruflicher Organisationen und Vereinen.
Das Archiv unterhält eine Bibliothek mit mehr als 4750 Büchern und 3155 Zeitschriftentiteln (Stand: Juni 2020).
Online-Suche im Bestand
- szukajwarchiwach.pl: Archiwum Państwowe w Lesznie. (deutsche Benutzerführung)